# Drowned World Tour 2001
Drowned World Tour 2001 es el quinto álbum en vídeo de la cantante estadounidense Madonna, publicado por las compañías Warner Music Vision, Warner Reprise Video y Maverick Records el 13 de noviembre de 2001, mismo día que GHV2, el segundo disco de grandes éxitos de la cantante. El material registra el concierto del Drowned World Tour, que visitó los Estados Unidos y Europa entre junio y septiembre de 2001 y que recaudó 74 millones USD en total. El mismo fue grabado desde el Palace of Auburn Hills en Auburn Hills (Míchigan) el 26 de agosto y transmitido en vivo por el canal HBO bajo el título de Madonna Live: The Drowned World Tour. El álbum se publicó en todas las regiones en DVD y VHS.
Para el rodaje del concierto se utilizaron catorce cámaras de alta definición. El DVD aparece en una relación de aspecto de 1.33:1 y se grabó en una sola cara y en doble capa. Debido a esas dimensiones, la imagen no se adaptó para pantallas de televisión de 16:9. Luego de su lanzamiento, obtuvo reseñas variadas por parte de los periodistas y críticos musicales, quienes elogiaron la calidad del audio pero criticaron la imagen. Desde el punto de vista comercial, el álbum debutó en la cima de las listas en los Estados Unidos y los Países Bajos y llegó a los diez primeros puestos en Australia, Dinamarca, el Reino Unido, Suecia y Suiza. Sumado a ello, obtuvo discos de oro y de platino en varios mercados internacionales.

## Antecedentes

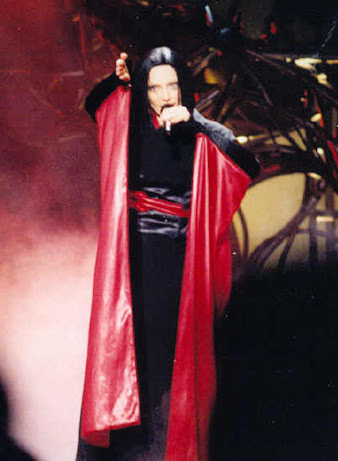
Madonna durante uno de los conciertos del Drowned World Tour. Se convirtió en la gira más taquillera de 2001 por un artista solista.

Drowned World Tour fue la quinta gira musical de Madonna, realizada para promocionar su séptimo y octavo álbumes de estudio, Ray of Light (1998) y Music (2000), respectivamente. Su primera gira en ocho años desde el Girlie Show (1993), en un principio iba a iniciar en 1999, pero se retrasó hasta 2001 debido a que la cantante tuvo su segundo hijo, se casó con el director de cine Guy Ritchie, grabó Music y filmó la película The Next Best Thing. Cuando finalmente se decidió hacer la gira, hubo poco tiempo, por lo que en solo tres meses se realizaron las audiciones para los bailarines, dieron comienzo a los ensayos y se contrató a músicos y técnicos; Madonna designó a Jamie King como el director creativo y coreógrafo principal. Jean-Paul Gaultier y los hermanos Dean y Dan Caten fueron los diseñadores y confeccionaron distintos vestuarios de tal manera que indicaban diferentes fases de la carrera de Madonna. El póster promocional y el logo incluían referencias a la Cábala, disciplina que la artista empezó a estudiar tiempo antes.
El concierto se dividió en cuatro segmentos, Rock 'n' Roll/Punk Girl, Geisha Girl, Cyber Cowgirl y Spanish Girl/Ghetto Girl, cada uno de ellos representaba una fase de su carrera. El repertorio consistió principalmente de temas de Ray of Light y Music, sus dos últimos álbumes de estudio en ese entonces, y, entre sus éxitos de la década de 1980, solo se incluyeron «Holiday» (1983) y «La isla bonita» (1987). En términos generales, Drowned World recibió la apreciación de los críticos y periodistas, quienes elogiaron la puesta en escena y lo consideraron como uno de los mejores espectáculos de Madonna. No obstante, un tema recurrente entre las reseñas fue la ausencia de varios éxitos de la cantante en el repertorio, lo que atrajo comentarios variados.
Los recitales solo se limitaron a ciudades de Estados Unidos y Europa, a la vez que se convirtió en la primera y única gira de Madonna que no visitó Canadá. Una vez que finalizó, se convirtió en la más taquillera de 2001 por un solista y en la cuarta en general, solo detrás de U2, NSYNC y Backstreet Boys. Con 47 conciertos agotados y un poco más de 730 000 entradas vendidas, tuvo una recaudación final de 74 millones USD, con 1,6 millones por show. Obtuvo dos nominaciones en los premios Pollstar de 2001, en las categorías de mayor gira del año y producción de escenario más creativa, aunque perdió ambas ante U2.

## Desarrollo

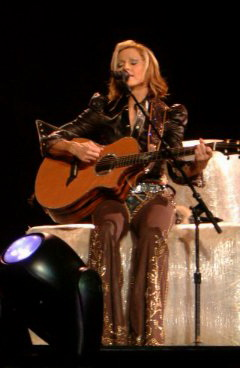
Madonna iniciaba el tercer segmento del concierto con la interpretación de «I Deserve It».

El canal HBO grabó y transmitió en vivo el concierto del 26 de agosto de 2001 desde el Palace of Auburn Hills en Auburn Hills (Míchigan), ante un público de 17 000 personas. Titulado Madonna Live: The Drowned World Tour, la transmisión fue anunciada por Nancy Geller, vicepresidenta de HBO Original Programming, quien comentó: «Es un placer para nosotros tener a Madonna nuevamente, porque sabemos que va a ser un show espectacular, con esa combinación de su increíble talento y estilo extravagante que solo Madonna puede ofrecer». La producción estuvo a cargo de Marty Callner y la dirección de Hamish Hamilton, y fue la primera emisión de un concierto de la cantante desde 1993, cuando Madonna Live Down Under: The Girlie Show, grabado en Sídney, Australia, se convirtió en el programa original de HBO más visto del año. Tras su estreno, tuvo una audiencia de 5,7 millones de espectadores, el tercer especial musical en horario central más visto del canal desde 1997.
Casi tres meses después del especial, el DVD y VHS Drowned World Tour 2001 se puso a la venta en todas las regiones el 13 de noviembre de 2001, mismo día que GHV2, el segundo álbum de grandes éxitos de Madonna. Para el rodaje del material se utilizaron catorce cámaras de alta definición. El DVD aparece en una relación de aspecto de 1.33:1 y se grabó en una sola cara y en doble capa. Debido a esas dimensiones, la imagen no se adaptó para pantallas de televisión de 16:9. Aunado a ello, estuvieron disponibles tres formatos de audio, DTS, Dolby Digital 5.1 y Dolby Digital Stereo 2.0, y como material extra se incluyó una galería fotográfica con 82 imágenes de la artista a lo largo de su carrera y dos enlaces de Internet que llevaban a las páginas oficiales de Madonna y de la compañía Warner Bros. Records. La comediante y amiga de la intérprete, Rosie O'Donnell, tomó las fotografías usadas en la portada y en la galería del DVD. La empresa de Manhattan Effanel Music, y su subdivisión L7 Group, hicieron los trabajos de grabación y posproducción en el DVD. En enero de 2002, Billboard reportó que Drowned World Tour 2001 fue considerado «demasiado explícito» en Singapur y se prohibió su publicación allí. La organización Singapore Board of Film Censors, conocida como Media Development Authority (MDA), se ofendió con dos escenas durante el vídeo interludio de «What It Feels Like for a Girl», específicamente en las secuencias animadas de una película japonesa donde un monstruo acaricia y abusa sexualmente a una chica.

## Recepción crítica y reconocimientos
En términos generales, Drowned World Tour 2001 obtuvo reseñas variadas de los periodistas y críticos musicales; algunos de ellos analizaron la imagen y el sonido del DVD. Por ejemplo, Peter O'Connor, del sitio DVD.net, otorgó al audio nueve estrellas de diez y consideró que el sonido «perfecto» funcionaba para muchos de los efectos y técnicas de mezcla utilizados en el concierto. Sin embargo, con seis estrellas de diez, se mostró decepcionado ante la imagen, dada la «obvia atención de Madonna por el control de la calidad», y señaló que carecía de la nitidez y de la claridad en comparación con otros materiales de ese entonces. Finalmente, consideró al concierto como «bastante impresionante» y felicitó el trabajo de Hamilton por «capturar la energía de la actuación en vivo»; concluyó: «De todas formas, este es un lanzamiento de calidad que resalta adecuadamente a un artista, [...] y, para que conste, ella es probablemente una de las mejores en lo que hace». De manera similar, Aaron Beierle, de DVD Talk, recalcó que el audio capturó toda la «energía de este concierto magnífico» y destacó la voz de la cantante y el sonido de los instrumentos. No obstante, el vídeo no estaba a la altura de las expectativas y el autor esperaba algo mejor, puesto que en algunos momentos la nitidez era escasa y la imagen podía verse algo confusa. Calificó al contenido en general con tres estrellas y media de cinco y concluyó que fue «un maravilloso espectáculo de Madonna y solo puedo imaginar lo que habría sido estar allí. En cuanto al DVD, ofrece una calidad de audio excepcional pero una imagen más o menos regular. Aun así, es un espectáculo fantástico y el DVD sin duda sigue teniendo una recomendación».
Colin Jacobson, de DVD Movie Guide, concedió una reseña exhaustiva de Drowned World Tour 2001. El autor criticó los «efectos absurdos» y los cortes «demasiado rápidos» de las escenas y señaló que había una «clara falta de confianza en la dirección» de Hamilton, ya que a menudo parecía como si «realmente no estuviera seguro de lo que quería mostrar», por lo que al intentar incluir todo lo posible «por temor a perderse algo», hizo que la producción estuviese un poco desordenada. Asimismo, no quedó conforme con el poco material extra que incluía el DVD y llamó a la imagen «débil» y «poco atractiva», pues parecía mucho menos clara de lo que uno esperaba. No obstante, aprobó los formatos de audio por hacer que las voces resultaran «cálidas y naturales» y todos los instrumentos se unieran «perfectamente». En resumen, puntuó a la imagen, al sonido y al material extra con una «D+», una «A-» y una «D», respectivamente.
Darryl Sterdan, del sitio Jam!, comentó que aunque el concierto no era exactamente alucinante, «el material tiene suficientes éxitos para convertirlo en un documento histórico decente». Ben Wener, de Orlando Sentinel, afirmó que era el mismo concierto «espectacular» que se emitió el verano pasado en HBO, solo que con un sonido «muy superior» y una imagen «brillante». Finalmente, Barnes & Noble señaló que el álbum era lo suficientemente especial para cualquier fanático de la intérprete. El especial Madonna Live: The Drowned World Tour ganó el premio a mejor concierto de televisión en los AOL TV Viewer Awards de 2002. Ese mismo año, obtuvo una nominación por mejor espectáculo de variedades, musical o especial de comedia en los premios Online Film & Television Association, mientras que en ese rubro Madonna fue nominada a mejor anfitriona o presentadora. Por su trabajo como diseñador de la gira, Bruce Rodgers recibió una nominación en la sexta ceremonia de los Art Directors Guild, en la categoría de excelencia en diseño de producción en entrega de premios o variedades, especial musical o documental. Por último, en los Primetime Emmy de 2002, Debra Brown, Jamie King y Alexandre Magno fueron nominados por mejor coreografía y Rob Saduski por mejor vestuario en un programa musical o de variedades.

## Recepción comercial
En los Estados Unidos, Drowned World Tour 2001 ingresó a la cima de la lista de Billboard Top Music Videos el 1 de diciembre de 2001, por lo que se convirtió en el quinto número uno de Madonna allí; la semana siguiente, descendió al segundo lugar al ser sustituido por Britney: The Videos de Britney Spears. El 21 de febrero de 2002, obtuvo un disco de platino por la Recording Industry Association of America (RIAA) por el envío de 100 000 copias en todo el país; para septiembre de 2010, ya había superado las 144 000, según Nielsen SoundScan.
En Australia, el material alcanzó el cuarto y el sexto puesto en los conteos ARIA Top 15 DVD y ARIA Music Video, respectivamente, y la Australian Recording Industry Association (ARIA) lo certificó con un disco de platino por haber vendido 15 000 unidades. En los mercados europeos, el DVD obtuvo una recepción comercial favorable. Debutó en lo más alto del ranking en Países Bajos, donde estuvo en total siete semanas, y llegó a las diez primeras posiciones en Dinamarca, el Reino Unido, Suecia y Suiza. El DVD también fue certificado con un disco de oro en Austria, uno de platino en Argentina, Brasil y el Reino Unido y dos de platino en Francia.

## Lista de canciones
| Drowned World Tour 2001 |                                                                                  |                                                              |          |  |
| N.º                     | Título                                                                           | Escritor(es)                                                 | Duración |  |
| 1.                      | «Drowned World/Substitute for Love»                                              | Madonna William Orbit Rod McKuen Anita Kerr David Collins    | 6:24     |  |
| 2.                      | «Impressive Instant»                                                             | Madonna Mirwais Ahmadzaï                                     | 3:55     |  |
| 3.                      | «Candy Perfume Girl»                                                             | Madonna Orbit Susannah Melvoin                               | 4:56     |  |
| 4.                      | «Beautiful Stranger»                                                             | Madonna Orbit                                                | 4:35     |  |
| 5.                      | «Ray of Light»                                                                   | Madonna Orbit Clive Muldoon Dave Curtis Christine Leach      | 6:10     |  |
| 6.                      | «Paradise (Not for Me)»                                                          | Madonna Ahmadzaï                                             | 4:04     |  |
| 7.                      | «Frozen»                                                                         | Madonna Patrick Leonard                                      | 5:11     |  |
| 8.                      | «Open Your Heart Swell»                                                          | Madonna Gardner Cole Peter Rafelson                          | 0:40     |  |
| 9.                      | «Nobody's Perfect»                                                               | Madonna Ahmadzaï                                             | 4:03     |  |
| 10.                     | «Mer Girl (Part 1)»                                                              | Madonna Orbit                                                | 1:40     |  |
| 11.                     | «Sky Fits Heaven»                                                                | Madonna Leonard                                              | 7:04     |  |
| 12.                     | «Mer Girl (Part 2)»                                                              | Madonna Orbit                                                | 3:31     |  |
| 13.                     | «I Deserve It»                                                                   | Madonna Ahmadzaï                                             | 4:29     |  |
| 14.                     | «Don't Tell Me»                                                                  | Madonna Ahmadzaï Joe Henry                                   | 4:46     |  |
| 15.                     | «Human Nature»                                                                   | Madonna Dave Hall Shawn McKenzie Kevin McKenzie Milo Deering | 3:17     |  |
| 16.                     | «The Funny Song»                                                                 | Madonna                                                      | 4:33     |  |
| 17.                     | «Secret»                                                                         | Madonna Dallas Austin Shep Pettibone                         | 4:19     |  |
| 18.                     | «Gone»                                                                           | Madonna Damian Le Gassick Nik Young                          | 3:39     |  |
| 19.                     | «Don't Cry for Me Argentina» (instrumental)                                      | Andrew Lloyd Webber Tim Rice                                 | 2:25     |  |
| 20.                     | «Lo que siente la mujer» (versión en español de «What It Feels Like for a Girl») | Madonna Guy Sigsworth                                        | 5:24     |  |
| 21.                     | «La isla bonita»                                                                 | Madonna Leonard Bruce Gaitsch                                | 6:41     |  |
| 22.                     | «Holiday»                                                                        | Curtis Hudson Lisa Stevens                                   | 5:52     |  |
| 23.                     | «Music»                                                                          | Madonna Ahmadzaï                                             | 5:50     |  |
| 105:00                  |                                                                                  |                                                              |          |  |

## Posicionamiento en listas
| País (Lista 2001-08)                   | Mejor posición |
| -------------------------------------- | -------------- |
| Australia (ARIA Music Video)           | 6              |
| Australia (ARIA Top 15 DVD)            | 4              |
| Dinamarca (Musik Video Top-10)         | 5              |
| Estados Unidos (Top Music Videos)      | 1              |
| Países Bajos (DVD Music Top 30)        | 1              |
| Reino Unido (Music Video Chart Top 50) | 5              |
| Suecia (Veckolista DVD Album)          | 3              |
| Suiza (Music DVD Top 10)               | 6              |

| País (Lista 2001)            | Posición |
| ---------------------------- | -------- |
| Australia (ARIA Top 15 DVD)  | 26       |
| País (Lista 2002)            | Posición |
| Australia (ARIA Music Video) | 17       |
| Australia (ARIA Top 15 DVD)  | 22       |

## Certificaciones
| País (organismo certificador) | Certificación | Unidades certificadas |
| ----------------------------- | ------------- | --------------------- |
| Argentina (CAPIF)             | Platino       | 40 000                |
| Australia (ARIA)              | Platino       | 15 000                |
| Austria (IFPI - Austria)      | Oro           | 5000                  |
| Brasil (Pro-Música Brasil)    | Platino       | 50 000                |
| Estados Unidos (RIAA)         | Platino       | 100 000               |
| Francia (SNEP)                | 2× Platino    | 40 000                |
| Reino Unido (BPI)             | Platino       | 50 000                |

## Créditos y personal
- Artista principal: Madonna
- Dirección: Hamish Hamilton
- Producción: Marty Callner y Randall Gladstein
- Dirección y producción de escenario: Jamie King
- Administración: Caresse Henry / Caliente Management
- Diseño y dirección de arte: Kevin Reagan
- Fotografía y portada: Rosie O'Donnell
- Fotografía (contraportada): Photonica
- Compañía productora: Cream Cheese Films/Tadpole Films Inc.

Créditos tomados de las notas del DVD Drowned World Tour 2001.